# M/Y Loris
M/Y Loris är en motoryacht, som beställdes av Ivar Kreuger 1913, ritades av konstruktören Knut Ljungberg och byggdes på Hästholmsvarvet i Nacka. 
Ivar Kreuger använde båten för resor till sin ö Ängsholmen, och för representation. Den är bland annat känd för en tur i Stockholms skärgård 1924 med Douglas Fairbanks, Charles Magnusson, Mary Pickford, Mauritz Stiller och Greta Garbo, som förevigades i SF-journalen.
Ivar Kreuger ägde båten till sin död 1932. Efter Kreugerkraschen köptes båten på exekutiv auktion av direktör Ruben Johansson i Södertälje, som ägde den till 1963. Båten är idag renoverad och går i chartertrafik.
Båten renoverades på 1990-talet. Bland annat har bordläggningen under vattenytan, köl, och däck bytts ut.
M/Y Loris K-märktes 2013.

## Bildgalleri

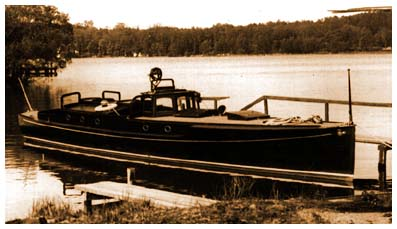
M/Y Loris i samband med exekutiv auktion, 1932
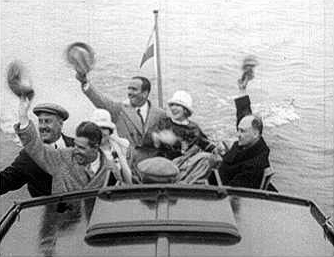
Mary Pickfords och Douglas Fairbanks med flera i M/Y Loris, 1924
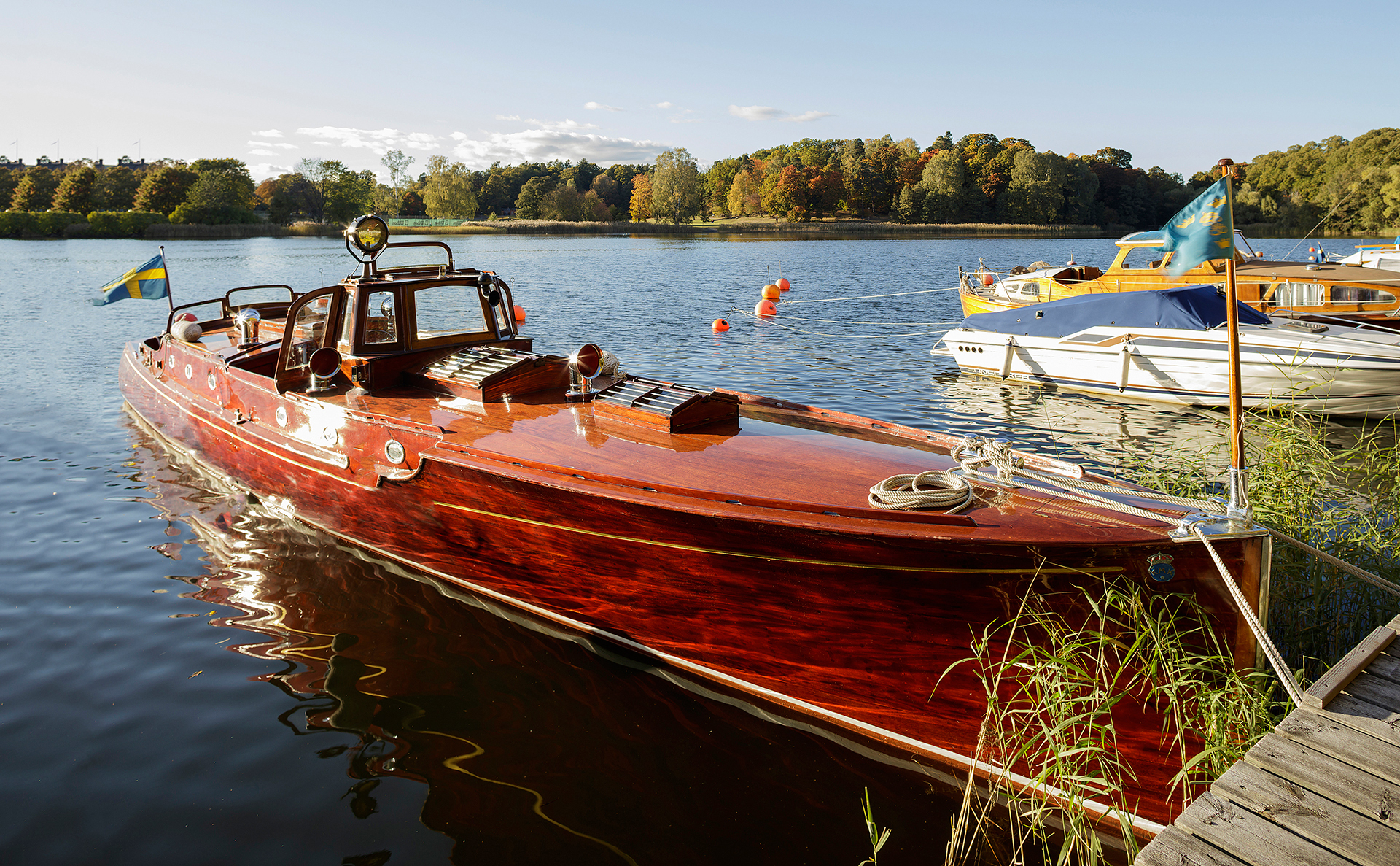
M/Y Loris i Stockholm, 2016
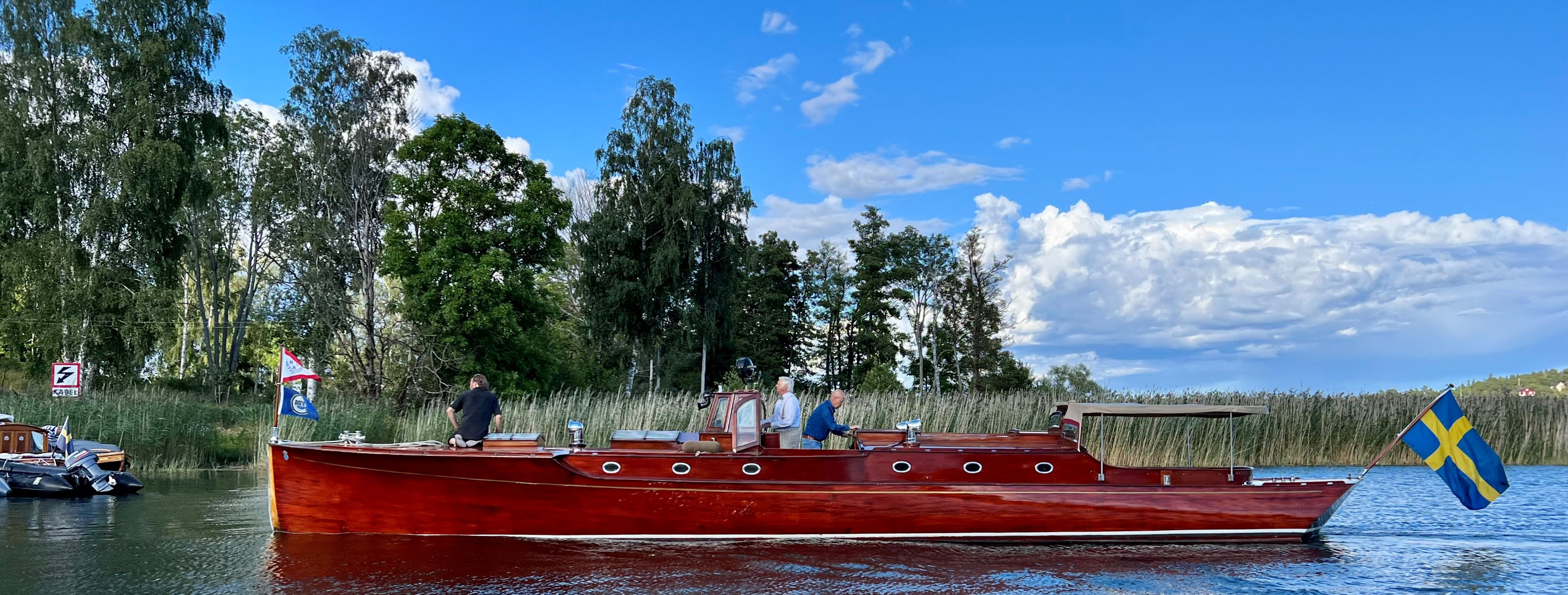
M/Y Loris anlöper Stora Ekholmen utanför Vaxholm, 2022
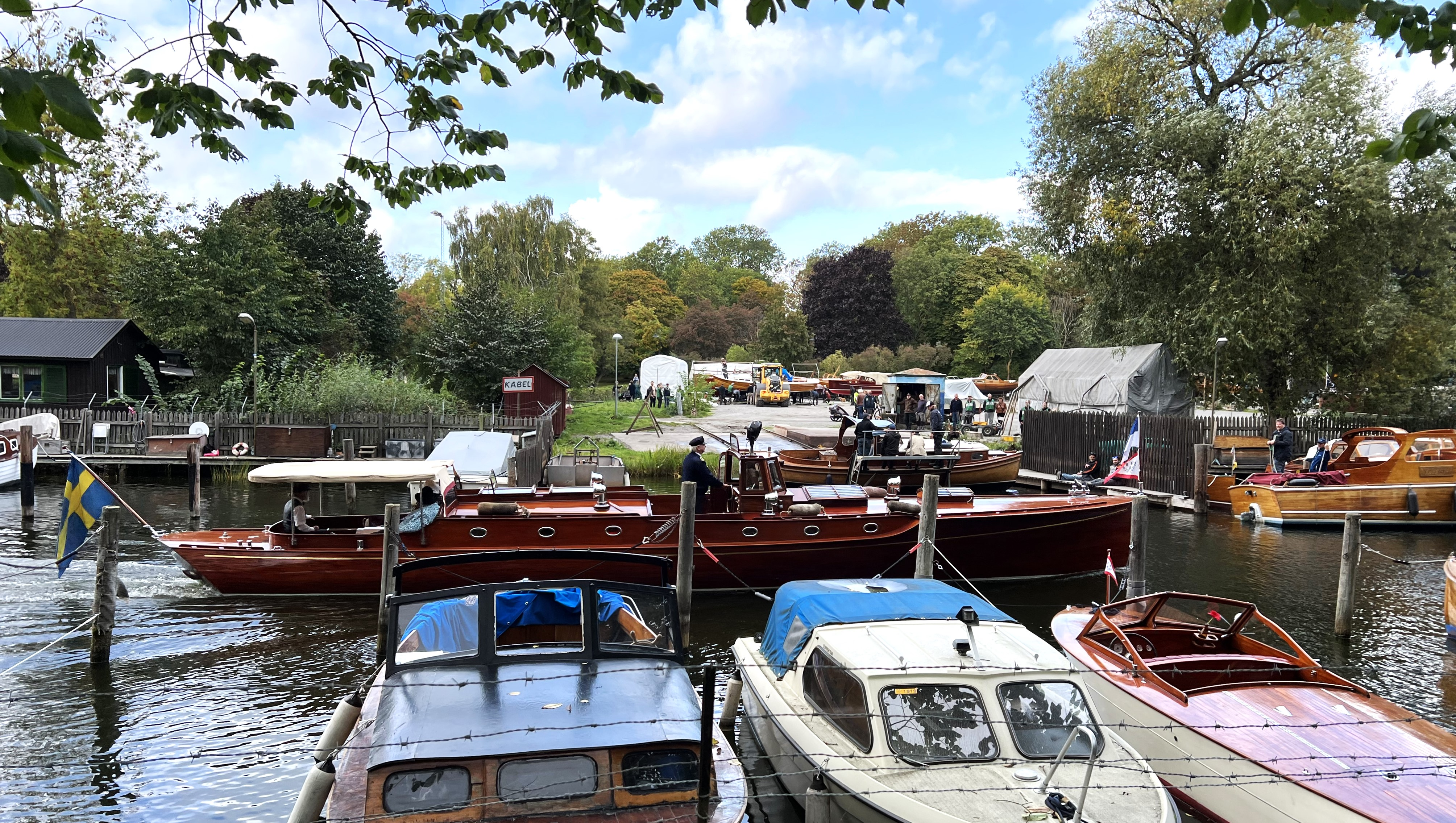
M/Y Loris passerar Heleneborgs båtklubb vid Pålsundet under pågående torrsättning hösten 2023